# كاي نوبل
ماري شارلين نوبل (بالإنجليزية: Kay Noble) (15 أكتوبر 1940 – 27 أبريل 2006)، المعروفة منذ طفولتها بلقب "كاي نوبل"، كانت مصارعة محترفة أمريكية. امتدت مسيرتها المهنية من خمسينيات القرن العشرين حتى ثمانينياته، واشتهرت خلالها بصلابتها داخل الحلبة. شاركت في منافسات إلى جانب مصارعات محترفات بارزات مثل بيني بانر، وفابولوس مولا، وغلاديس جيلم. كما خاضت مباريات فرق مزدوجة مختلطة، بمشاركة شركاء مثل زوجها دوغ غيلبرت وتيري فانك.
وخلال مسيرتها التي قاربت الثلاثين عامًا، أحرزت عدة ألقاب، منها بطولة تكساس للسيدات، وبطولة الولايات الوسطى للسيدات، وبطولة العالم للسيدات التابعة لاتحاد بطولة النساء العالمية إيه دبليو إيه. وفي عام 2001، كرّمها نادي "كوليفلاور آلي" تقديرًا لمسيرتها، قبل أن تتوفى في أبريل 2006 إثر إصابتها بسرطان المعدة.

## روابط خارجية
- كاي نوبل على موقع CageMatch worker (الإنجليزية)
- كاي نوبل على موقع قاعدة بيانات المصارعة على الإنترنت (الإنجليزية)